# Wigan Athletic Football Club 2020-2021
Questa voce raccoglie le informazioni riguardanti il Wigan Athletic Football Club nelle competizioni ufficiali della stagione 2020-2021.

## Maglie e sponsor
| Casa | Trasferta |

Sponsor ufficiale: Wigan Athletic Official Supporters Club
Fornitore tecnico: Puma

## Rosa
Aggiornata al 25 febbraio 2021.
| N. |                        | Ruolo | Calciatore      |
| -- | ---------------------- | ----- | --------------- |
| 1  | Inghilterra (bandiera) | P     | Jamie Jones     |
| 2  | Zimbabwe (bandiera)    | D     | Tendayi Darikwa |
| 3  | Inghilterra (bandiera) | D     | Tom Pearce      |
| 4  | Inghilterra (bandiera) | D     | Curtis Tilt     |
| 5  | Scozia (bandiera)      | D     | George Johnston |
| 6  | Irlanda (bandiera)     | D     | Corey Whelan    |
| 7  | Inghilterra (bandiera) | A     | Zach Clough     |
| 8  | Galles (bandiera)      | C     | Lee Evans       |
| 9  | Inghilterra (bandiera) | A     | Callum Lang     |
| 10 | Inghilterra (bandiera) | A     | Will Keane      |
| 11 | Inghilterra (bandiera) | A     | Gavin Massey    |
| 12 | Belgio (bandiera)      | C     | Funso Ojo       |

| N. |                        | Ruolo | Calciatore         |
| -- | ---------------------- | ----- | ------------------ |
| 15 | Inghilterra (bandiera) | C     | Dan Gardner        |
| 16 | Inghilterra (bandiera) | A     | Jamie Proctor      |
| 17 | Nigeria (bandiera)     | C     | Viv Solomon-Otabor |
| 20 | Ghana (bandiera)       | A     | Joe Dodoo          |
| 23 | Inghilterra (bandiera) | C     | Chris Merrie       |
| 24 | Inghilterra (bandiera) | C     | Alex Perry         |
| 25 | Galles (bandiera)      | P     | Owen Evans         |
| 30 | Norvegia (bandiera)    | C     | Thelo Aasgaard     |
| 32 | Inghilterra (bandiera) | D     | Adam Long          |
| 34 | Scozia (bandiera)      | D     | Luke Robinson      |
| 41 | Inghilterra (bandiera) | C     | Harry McHugh       |